# Доходный дом Бадаевых
Доходный дом Бадаевых — памятник архитектуры. Расположен в Центральном районе Санкт-Петербурга, современный адрес дома — улица Восстания, 19, улица Жуковского, 53.

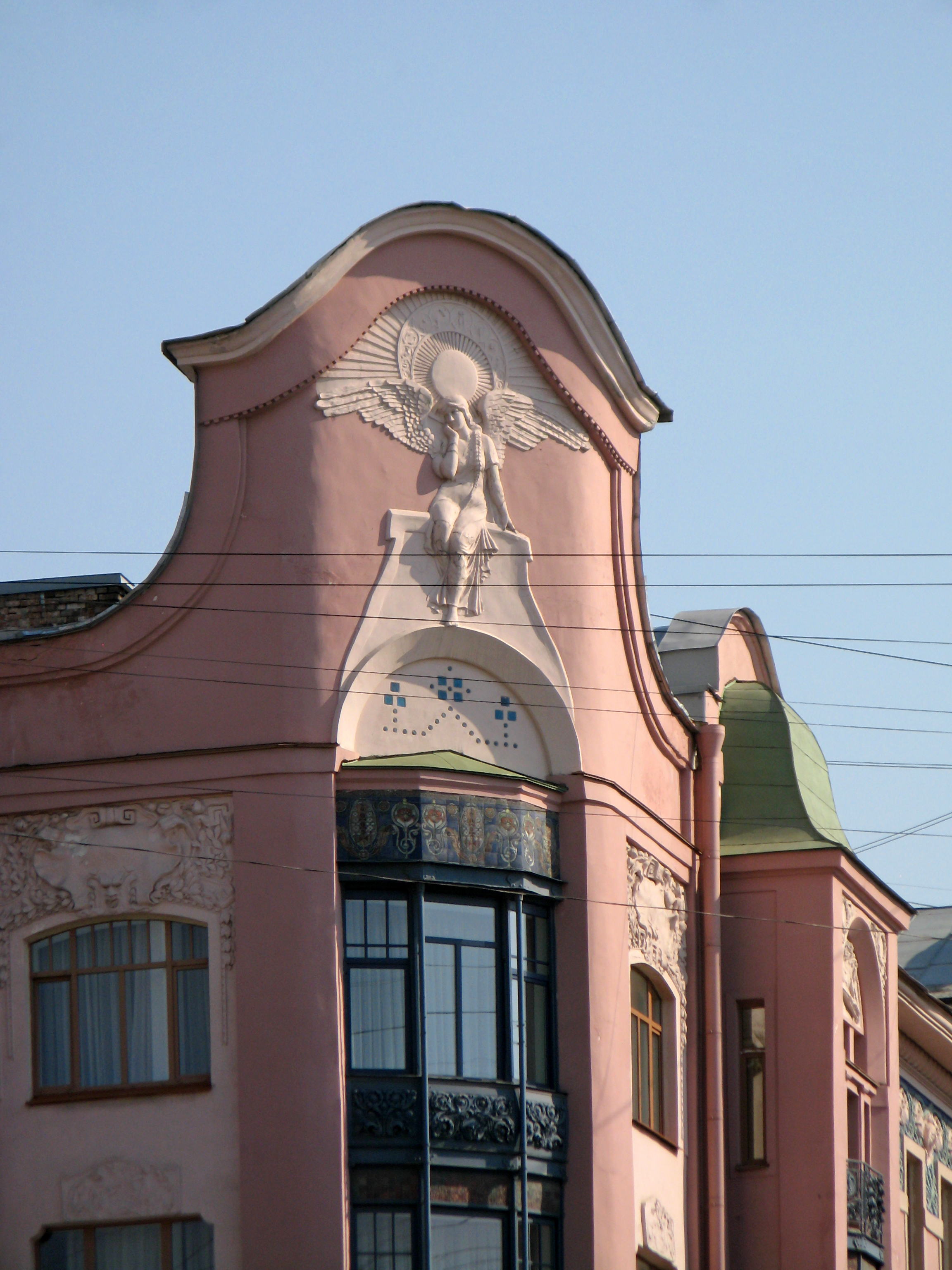
«Печальный ангел» или Аврора с русской косой и зодиакальным кругом

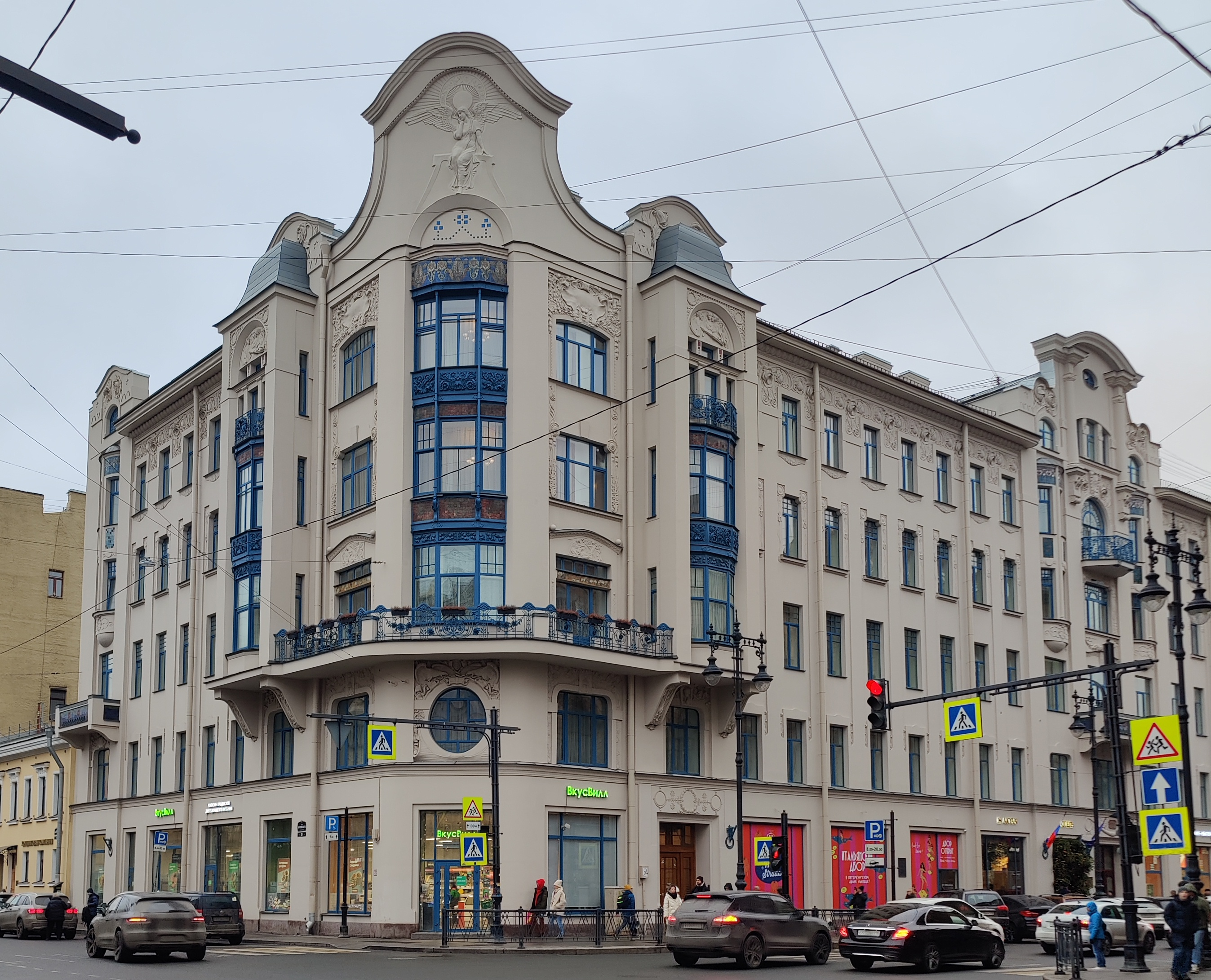
После ремонта в 2024 году

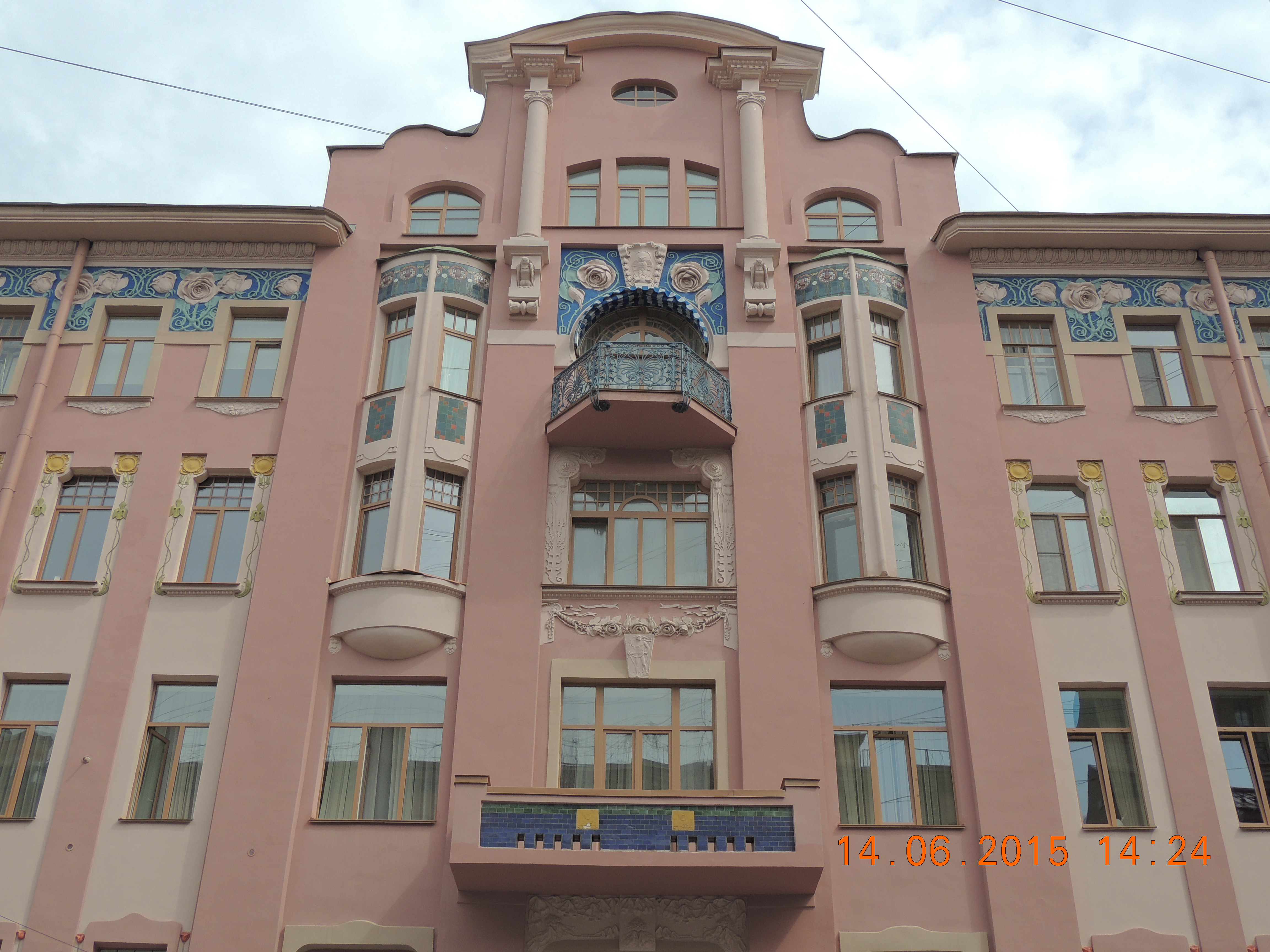

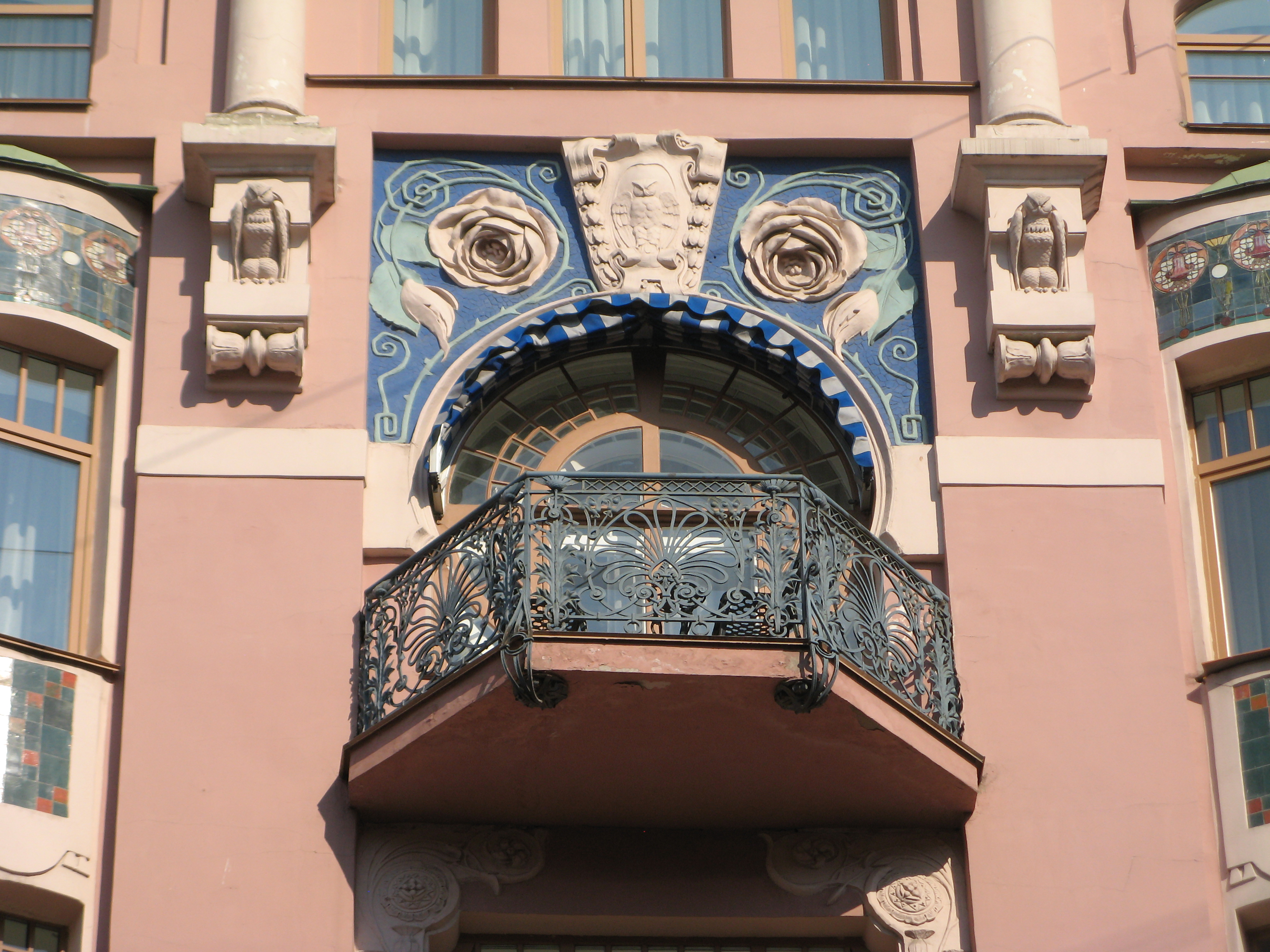

Согласно первому проекту техника С. Корнилова от августа 1904 года здание должно было быть шестиэтажным, эклектичным, с отдельными элементами модерна. Такой стиль уже явно устарел, и здание было построено по другому проекту.
Согласно сохранившейся в центральной части фасада над входом мраморной табличке ANNO MCMVI (с лат. «Год 1906»), здание начали строить для владельца участка П. Т. Бадаева по проекту гражданского инженера Василия Косякова раньше, чем было дано разрешение Городской управы (16 марта 1907 года). Генеральный план в целом повторил первоначальный проект, но имеет другую внутреннюю планировку, в разработке которой участвовали брат Василия Георгий Косяков, Н. Л. Подбереский и, вероятно, Владимир Косяков.
В 1907 году вдова владельца участка А. В. Бадаева и архитектор получили серебряную медаль на городском конкурсе фасадов.
У здания пять этажей и два внутренних двора, оно занимает Г-образный участок. В перспективах улиц Восстания и Жуковского хорошо виден срезанный угловой участок, акцентированный эркерами, волнообразным завершением-щипцом, широкими окнами и рельефами. Фигура на щипце прозвана «печальным ангелом» (отсюда одно из названий дома — дом с печальным ангелом; однако по вероятной трактовке это образ Авроры с зодиакальным кругом, подражание образу с Виллы римского папы Пия IV в Ватиканских садах, дополненному русской косой). Между эркерами с одного фасада на другой проходит широкий балкон. В облике здания контрастирует камень и стеклянные трёхгранные фонарики в нишах эркеров. В угловом участке расположены самые большие квартиры в анфиладно-коридорной системе, с шестью комнатами с окнами на улицы и выходящими во двор кухней и людской. Продольные фасады простые, всё же украшенные майоликовыми вставками (сделанными на предприятии П. К. Ваулина и О. О. Гельдвейна в Кикерино) и небольшими эркерами. В декоре здания присутствуют розы, ветки, маки, ирисы, филины на кронштейнах колонн и полевые цветы — вероятно, это связано с образом Авроры как богини, разбрасывающей цветы.
Вестибюли парадных лестниц украшены керамическими панно, на камине угловой парадной — всадница в плаще на белом коне в лесу, в среднем вестибюле — панно с ковровым узором из цветов и листвы; в более классическом стиле выполнены фигуры грифонов на камине, лепные плафоны, танцующие девушки в туниках.

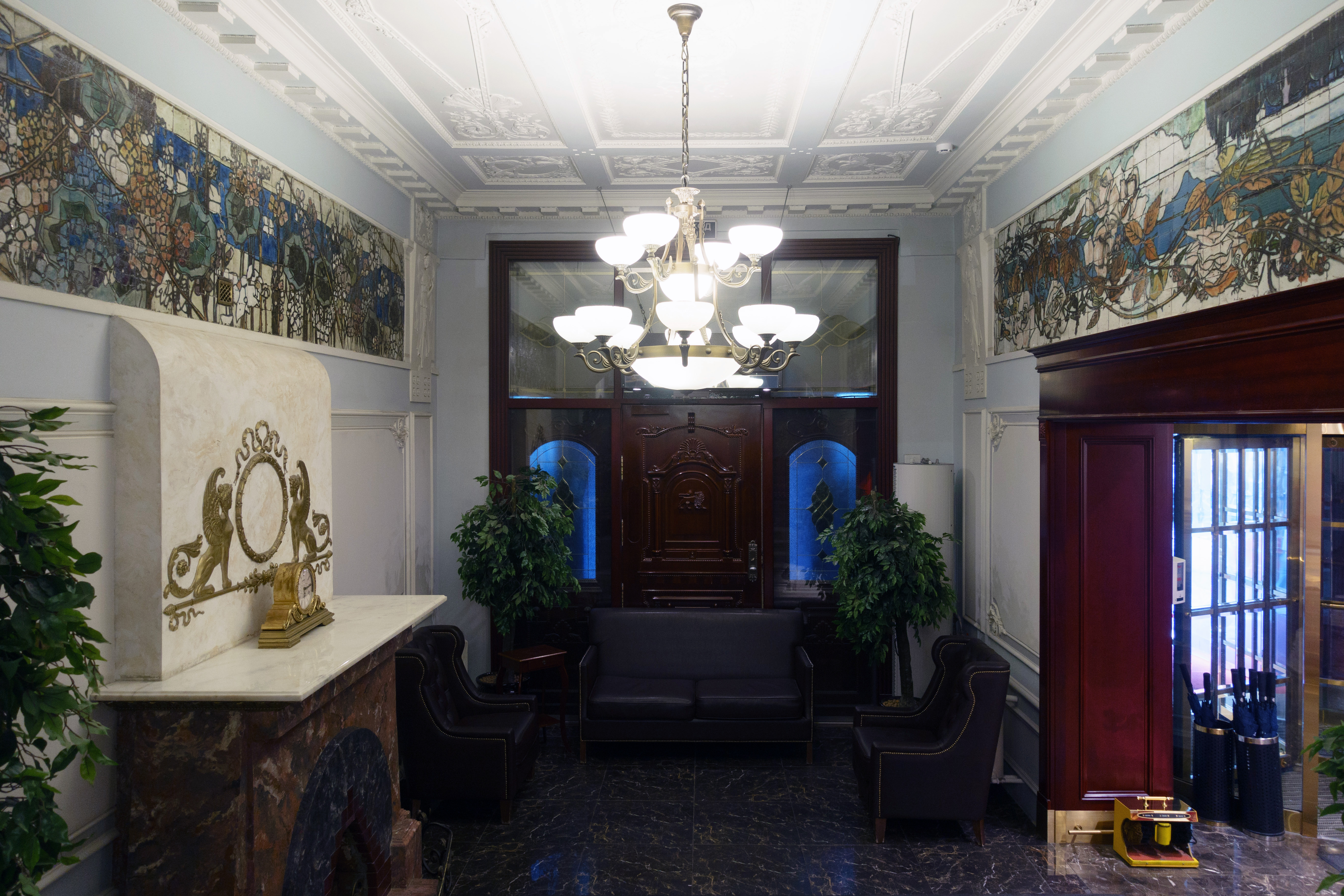
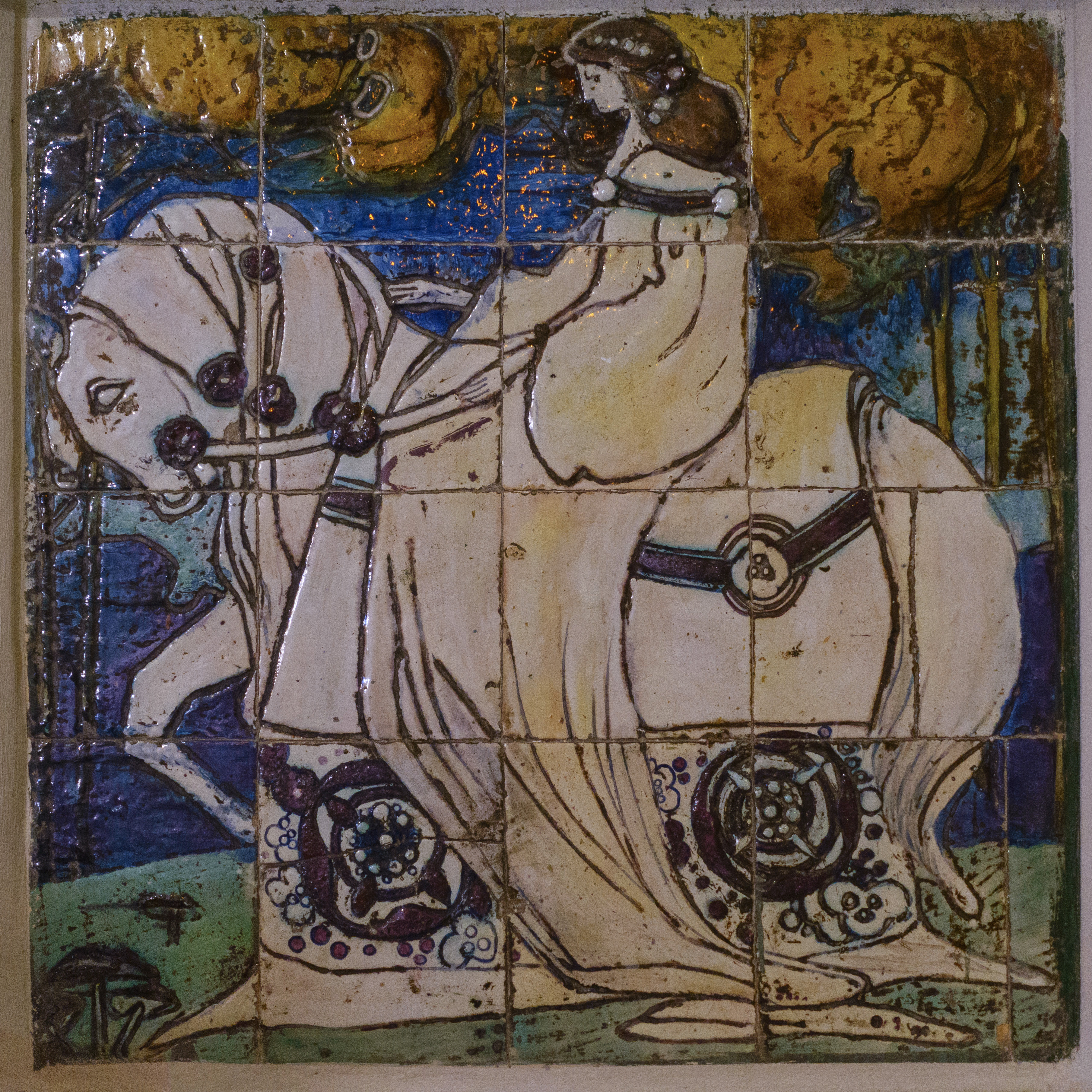
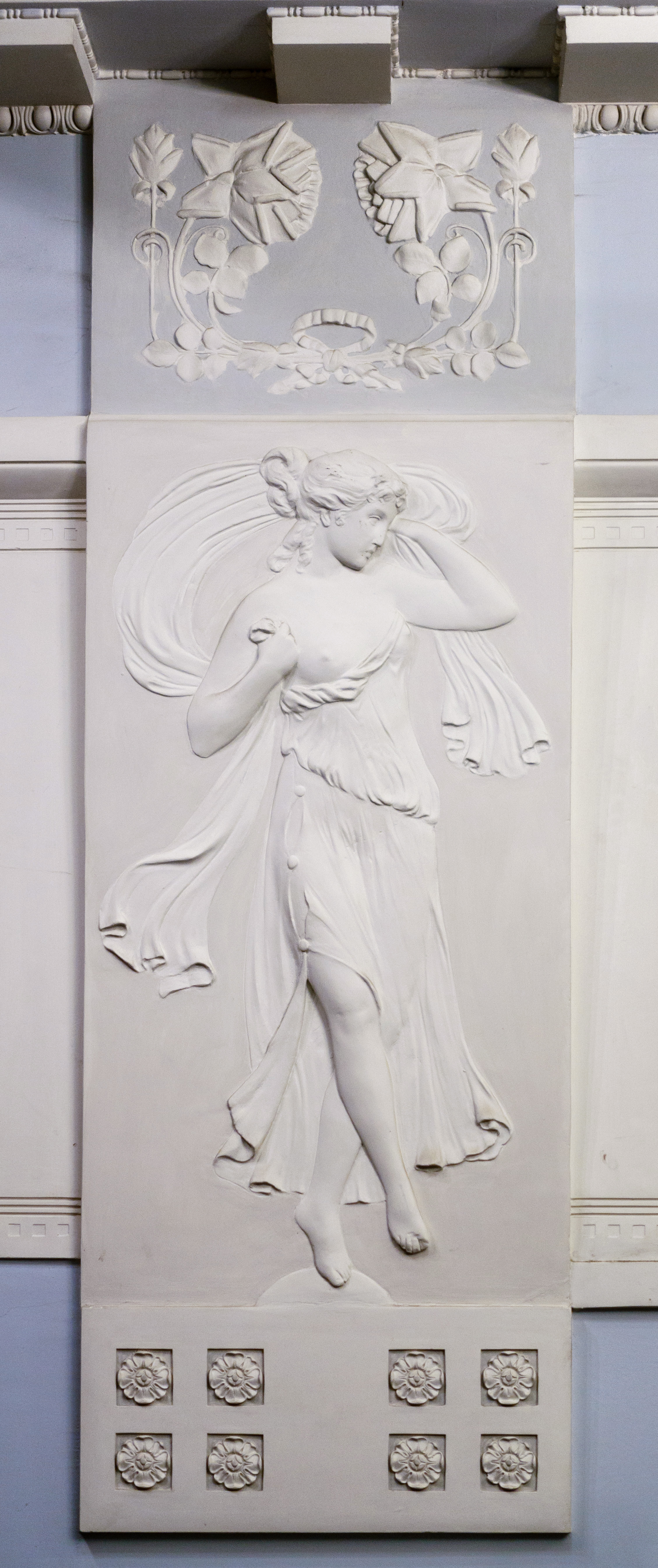
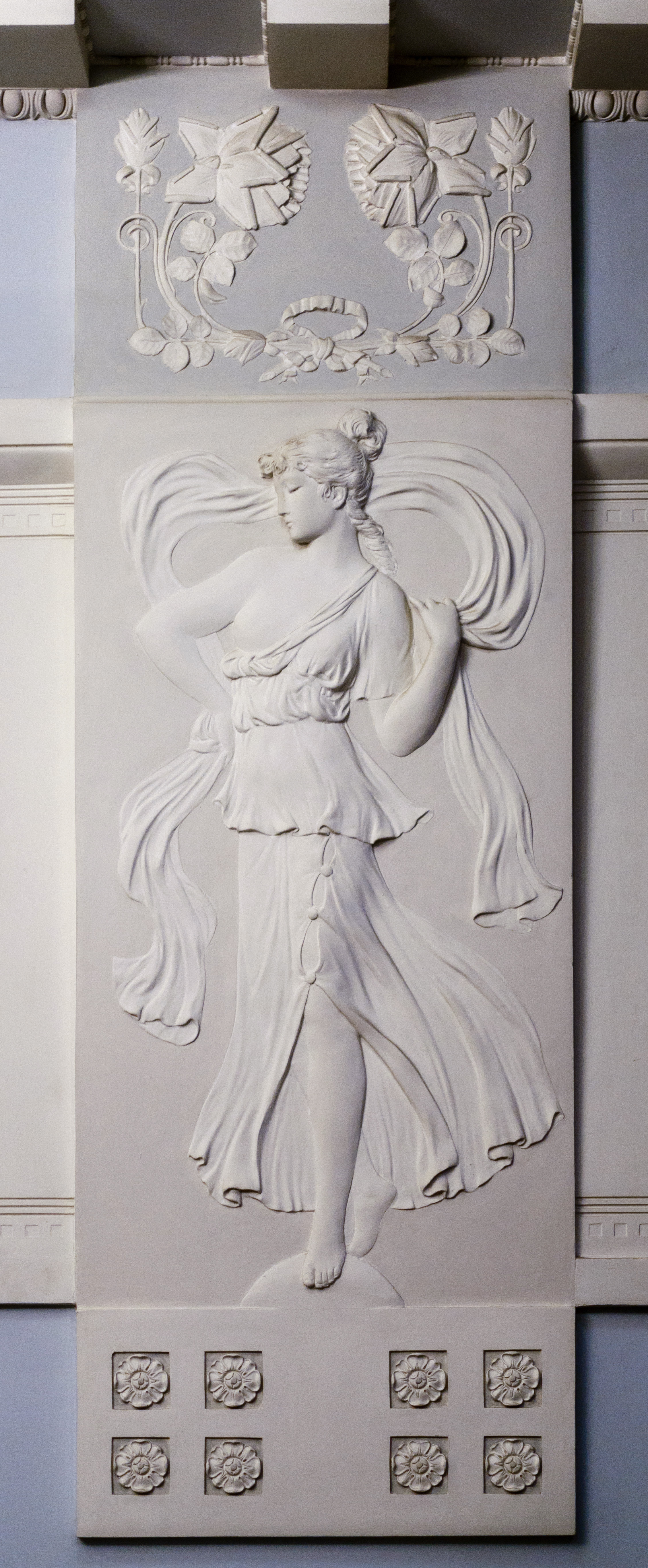
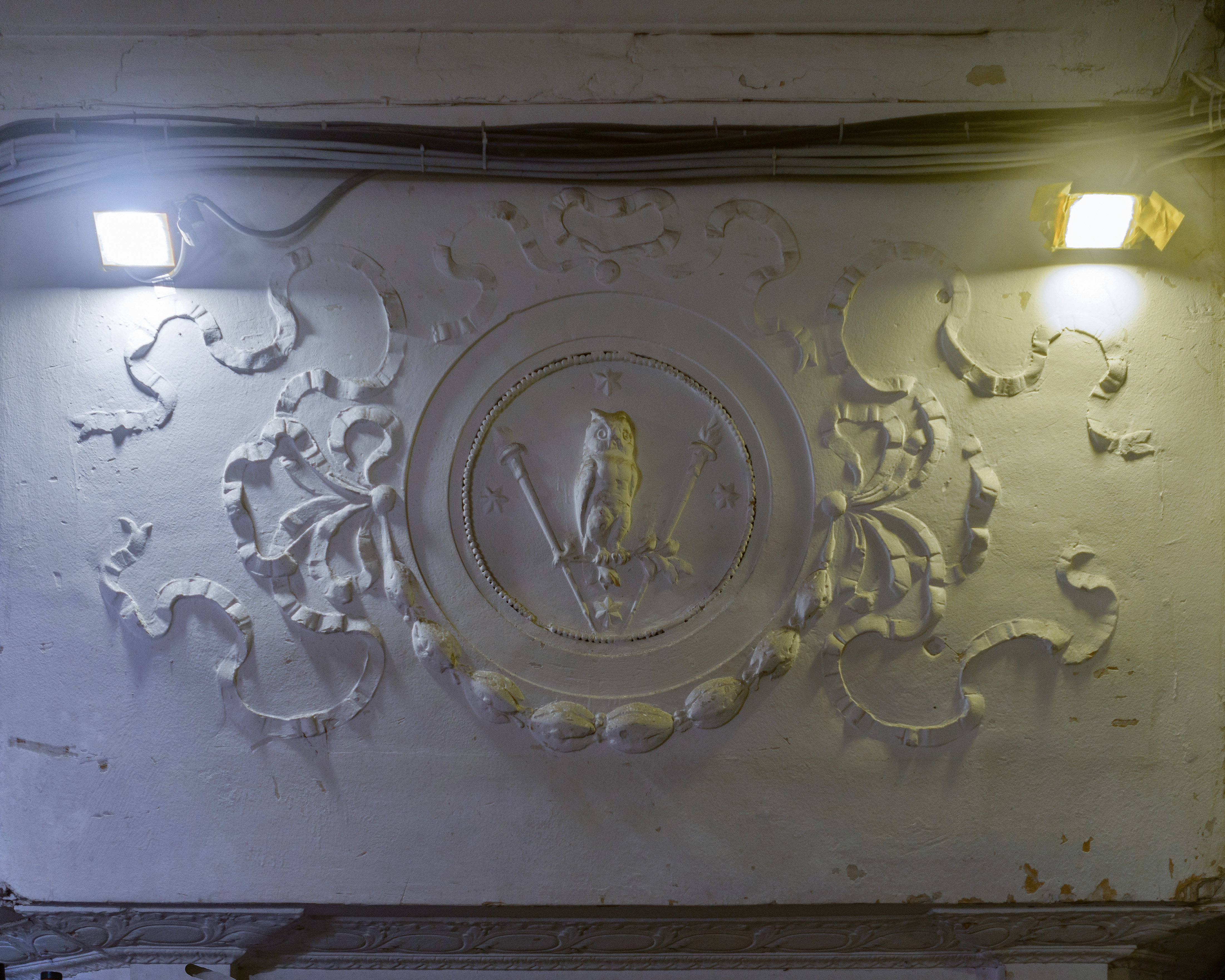
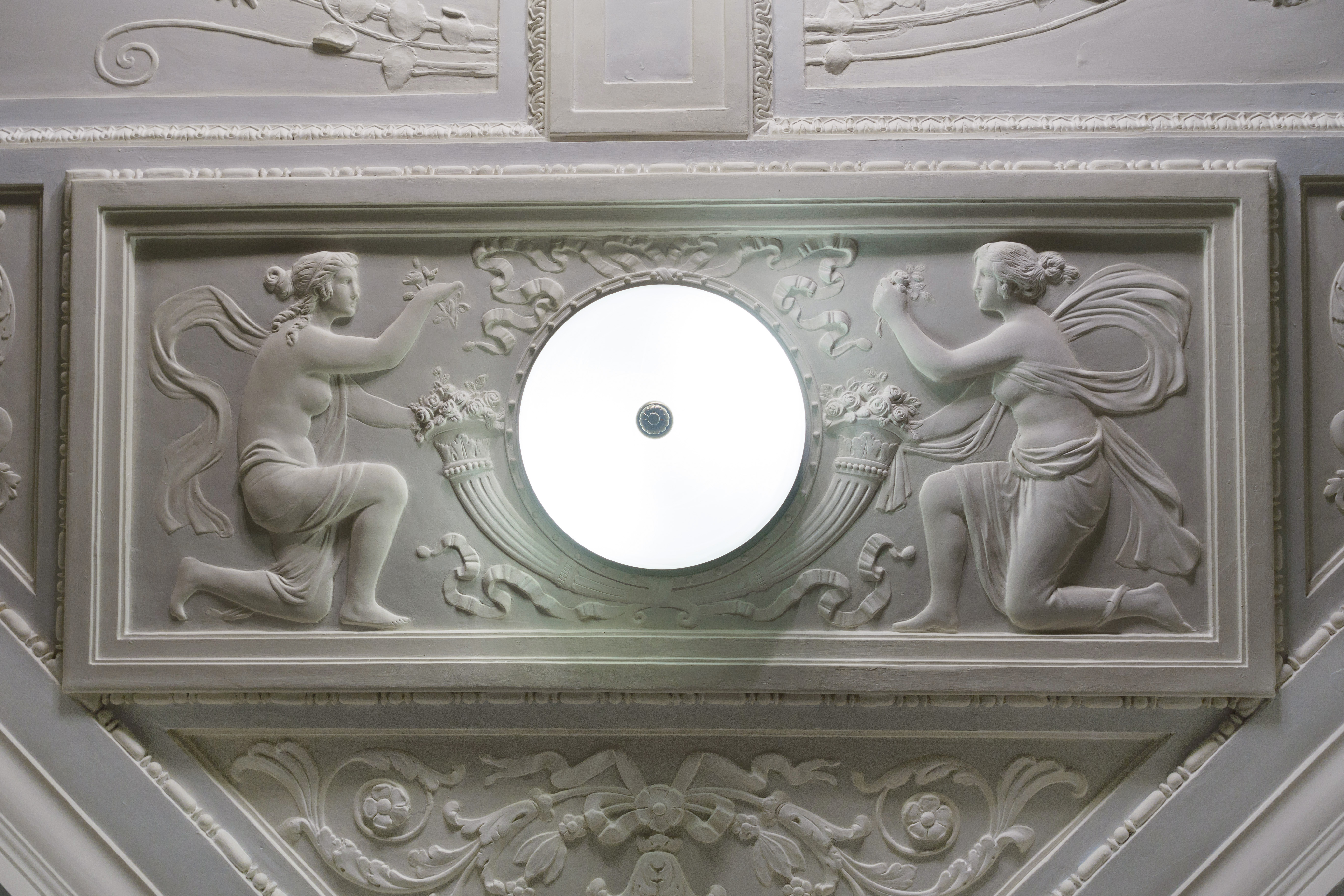

В 1980-х годах, когда у здания ещё не было охранного статуса, прошёл ремонт хозяйственным способом с искажением рельефа нимфы музыки на фасаде по улице Восстания, которую после обнаружения данного факта стали называть «степной бабой».
Реставрация дома с восстановлением «бо́льшей части» утраченных элементов декора началась в 2022 году, её завершение запланировано на 2024 год. Была восстановлена пластика рельефа нимфы («степной бабы»), восполнены утраты кирпичной кладки и камень в зоне цоколя, проведена расчистка камня и плохой штукатурки, демонтаж отличных от оригинальных по составу цементных растворов и бездействующего электрооборудования, произведена антисолевая и биоцидная обработка, реставрация металлодекора и ремонт деревянных оконных и дверных деталей. Действующая и необходимая электропроводка будет помещена в окрашенные в цвет фасада короба.
В ходе реставрации была вновь найдена ранее известная табличка ANNO MCMVI, оказавшаяся закрытой слоями краски и гипса.